# Maksim Litvínov
Maksim Maksímovich Litvínov (del ruso: Макси́м Макси́мович Литви́нов), mɐˈksʲim mɐˈksʲiməvʲɪtɕ lʲɪˈtvʲinəf (5 de juliojul./ 17 de julio de 1876greg.-31 de diciembre de 1951), revolucionario ruso y destacado diplomático soviético de origen judío que sirvió como ministro de Asuntos Exteriores de la Unión Soviética durante gran parte de la década de 1930.

## Juventud y primer exilio
Litvínov se llamaba realmente Meir Henoch Mojszewicz Wallach-Finkelstein (acortado a Max Wallach, en ruso: Макс Ва́ллах) y nació en una acaudalada familia de banqueros judíos en Białystok, en la provincia de Grodno de la región de Podlaquia, parte de la antigua unión polaco-lituana, en aquel entonces parte del Imperio Ruso. Sus padres se llamaban Moses (Moisés) y Anna Wallach.
Se afilió al Partido Obrero Socialdemócrata de Rusia (POSDR) en 1898, en aquel tiempo ilegal, por lo que sus miembros acostumbraban a adoptar un pseudónimo, escogiendo Wallach el de Maxim Litvínov, aunque también se le conocía como Papasha y Maxímovich. En ciertos artículos usó también los nombres M.G. Harrison y David Mordecai Finkelstein.
Durante sus primeros años en el partido su principal tarea fue la de propagandista en la provincia de Chernigov. En 1900 pasó a formar parte del comité del partido en Kiev. Fue detenido junto al resto de sus compañeros del comité en 1901, pasando 18 meses de encarcelamiento hasta lograr huir de la prisión de Lukyánovskaya a la cabeza de otros 11 reclusos, exiliándose en Suiza. Allí trabajó como editor del periódico revolucionario Iskra (La chispa). En 1903 se unió al ala bolchevique del partido y regresó a Rusia. Tras la Revolución rusa de 1905 se convirtió en editor del primer periódico legal del partido, Nóvaya Zhizn (Nueva vida), en San Petersburgo.

## Segundo exilio
Tras la reanudación de los arrestos de bolcheviques por el gobierno ruso en 1906 Litvinov partió de nuevo al extranjero. Involucrado en el intento fallido de cambiar los billetes robados en el atraco al banco de Tiflis de 1907, fue detenido por la policía. En 1908, en Francia, fue detenido y expulsado a Gran Bretaña; residió en Londres durante diez años, participando en las actividades de la Oficina Socialista Internacional.
Tras la Revolución de octubre, la prensa británica y norteamericana lo consideró el representante del nuevo gobierno bolchevique en Gran Bretaña, como también indicaba el agente británico en Moscú Bruce Lockhart.
Durante su estancia en Gran Bretaña conoció y desposó a Ivy Lowe, hija de una de las más distinguidas familias judías británicas. Los antepasados de Lowe habían emigrado de Hungría al Reino Unido tras el aplastamiento de la Revolución húngara de 1848. Su padre Walter Lowe era un escritor, amigo de H. G. Wells.
Durante un tiempo Litvínov residió en Belfast.

## Tras la revolución
Al día siguiente del golpe de Estado bolchevique y la formación de un nuevo gobierno, Litvínov fue nombrado por Lenin representante plenipotenciario (polpred) del mismo en Gran Bretaña, cargo oficioso (como el de su homólogo británico en Rusia, Bruce Lockhart), ante la negativa del gobierno británico a reconocer el nuevo gobierno y establecer relaciones diplomáticas formales.

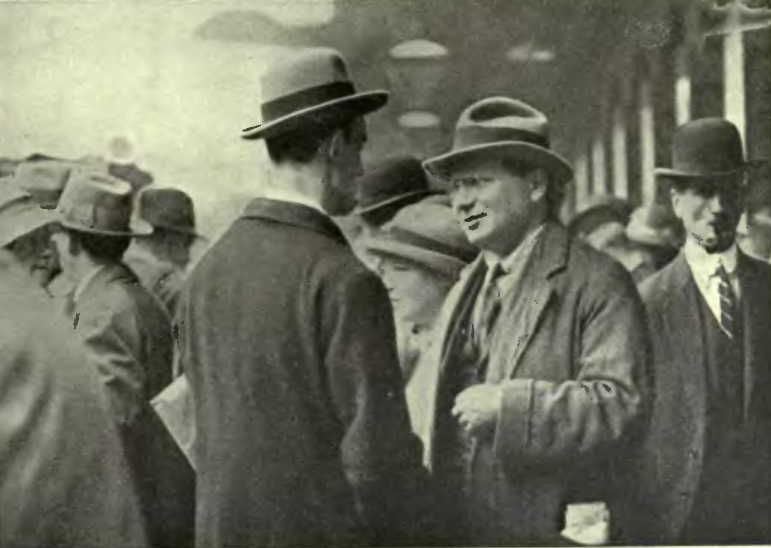
Litvínov, a punto de ser deportado de Gran Bretaña acusado de propaganda.

En 1918 fue arrestado e intercambiado por Lockhart, que había sido arrestado a su vez en Rusia. Al año siguiente escribió un libro sobre The Bolshevik Revolution: Its Rise and Meaning que distribuyó el partido socialista británico.
Litvínov pasó a desempeñar la función de embajador itinerante del gobierno soviético, ingresando inmediatamente tras su regreso en el Comisariado del Pueblo de Asuntos Exteriores. Expulsado de Suecia donde había realizado un infructuoso llamamiento a la paz en diciembre de 1918, volvió al extranjero donde logró un acuerdo de intercambio de prisioneros entre diversos países, incluidos Francia y Gran Bretaña, su primer logro en política internacional.

### Vicecomisario de Asuntos Exteriores
De noviembre de 1919 a febrero de 1920, encabezó la delegación soviética que trató con los británicos en Dinamarca. El objetivo inicial de las negociaciones era acordar un intercambio de prisioneros, pero los soviéticos consiguieron que Londres se aviniese a levantar al bloqueo —rechazado por los países limítrofes a Rusia y por Alemania, que se habían negado a sumarse a él— y a comenzar conversaciones económicas entre los dos Gobiernos. Durante la primavera de 1920, encargado de evitar que Polonia atacase a Rusia insinuando la disposición de los mandos militares alemanes de respaldar a Rusia si estallaba el conflicto, se opuso a la campaña pacifista de Chicherin hacia Varsovia, que consideraba únicamente daba una impresión de debilidad militar —opinión que Trotski compartía—.
Tras lograr un reconocimiento de hecho del nuevo gobierno por parte de Francia y Gran Bretaña, aquel nombró a Litvínov primer vicecomisario de Asuntos Exteriores en 1921.
Gracias principalmente a sus esfuerzos, el Gobierno británico abandonó el bloqueo económico que mantenía contra el nuevo Gobierno bolchevique. Negoció asimismo diversos tratados comerciales con distintos países europeos. En febrero de 1929, firmó en Moscú el Pacto Litvínov, suscrito por la Unión Soviética, Polonia, Rumanía, Letonia y Estonia por el que los firmantes se comprometían a no usar la fuerza para resolver sus disputas, considerado como el equivalente en Europa oriental del Pacto Briand-Kellogg.

#### Chicherin y Litvínov

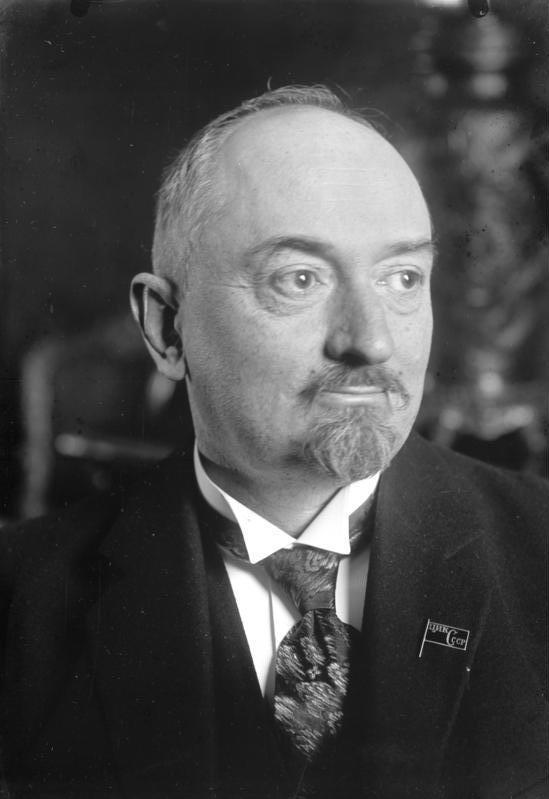
Gueorgui Chicherin, antecesor de Litvínov en el Comisariado de Pueblo de Asuntos Exteriores.

Sus modales, más bruscos y menos sofisticados que los de su superior Gueorgui Chicherin, junto con su lógica directa, su franqueza, su mayor apreciación de la política occidental y su realismo, contrastaban con las del comisario. Mientras Chicherin mantenía una actitud hostil hacia las potencias occidentales, Litvínov trataba de evitar cualquier confrontación que supusiese un peligro de intervención contra el gobierno soviético, defendiendo la participación de la Unión Soviética en los foros y pactos internacionales.
Su forma de trabajar era también diferente de la de su superior: mientras Chicherin era un gran trabajador pero tendía a concentrar en las tareas del ministerio, Litvínov tendía más a la delegación de trabajo en los diplomáticos. Por otro lado, el trato más cordial de Chicherin contrastaba con el trato meramente profesional de Litvínov hacia los subordinados.
Desde 1928, con el agravamiento de la enfermedad crónica de Chicherin, Litvínov pasó a controlar cada vez más el Comisariado, sustituyendo a Chicherin cada vez más a menudo en las ausencias de éste, por su cargo de vicecomisario para Occidente, a pesar de su tensa relación y sus desacuerdos políticos.

### Comisario de Asuntos Exteriores
En 1930 fue nombrado comisario de Asuntos Exteriores, con el beneplácito de Stalin, que le prefería al anterior comisario, Gueorgui Chicherin, ya muy enfermo. Su elección no fue, sin embargo, fácil, por su conocida preferencia por Gran Bretaña en una época en la que la política exterior del país favorecía las relaciones con Alemania, su fuerte carácter con tendencia a la independencia de criterio y su dureza frente a sus adversarios, que no lo convertían en fácil de manejar.
Su cargo oficial no tuvo contrapartida en el Partido hasta enero de 1934, lo que debilitaba su posición dentro del mismo, eliminándolo como potencial adversario de Stalin. Este, por su parte, rara vez se entrometía en el cometido de Litvínov y sólo se comunicaba directamente con los diplomáticos en las cuestiones que consideraba de suprema importancia, dejando la gestión del Narkomindel en manos de Litvínov.
Firme defensor de los mecanismos de seguridad colectiva y de la necesidad de la Unión Soviética de participar en los foros internacionales para evitar el peligro de aislamiento internacional y de la formación de una coalición antisoviética, comenzó su etapa celebrando el auge de los nacionalistas en Alemania (incluyendo el crecimiento de los nazis) como garantía de la falta de unión de la Europa occidental que se veía como preludio de una nueva agresión de los países capitalistas contra la Unión Soviética. La agitación nacionalista en Alemania y sus victorias electorales hacían además que la actitud de Polonia y Francia, tradicionalmente hostiles a la Unión Soviética, se volviese más proclive a los acuerdos.
Durante los primeros años al frente del Ministerio la amenaza japonesa sobre el Extremo Oriente ruso tras su ocupación de Manchuria y la grave situación económica, social y militar de la región, que coincidía con la crisis de la industrialización acelerada del país, atrajo la atención principal de Litvínov, aconsejando una política conciliatoria en Europa para evitar una posible guerra en dos frentes.
Tras la llegada al poder de Hitler, su hostilidad hacia Francia (que había establecido sanciones económicas contra la Unión Soviética en 1930 avivando el temor de éstos por una posible intervención extranjera) disminuyó, intentando acercar las posturas de su país con la de Gran Bretaña y Francia. En 1933 logró el reconocimiento oficial del gobierno soviético por parte de los EE. UU.

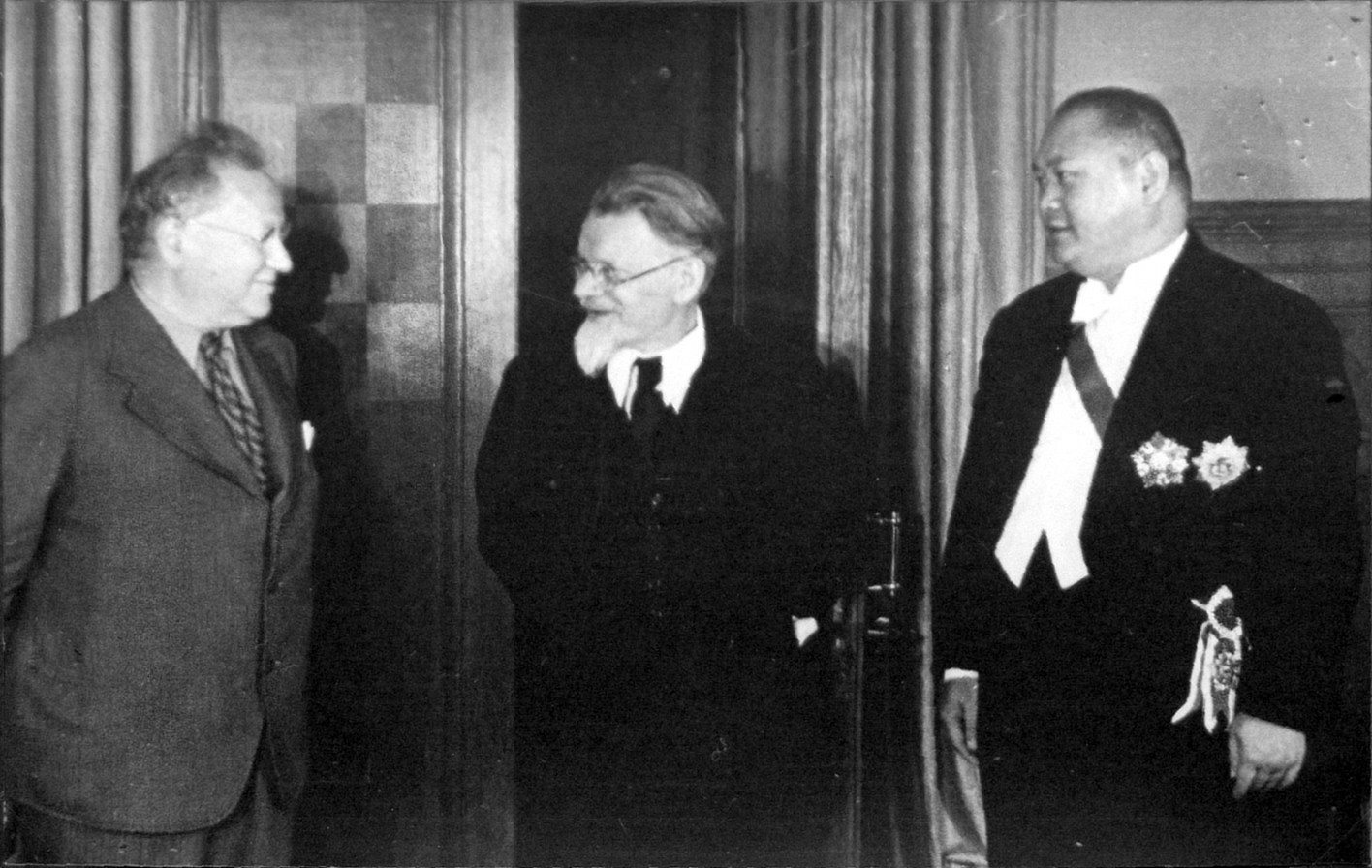
Litvínov, junto al presidente del Sóviet Supremo de la URSS, Kalinin, y al embajador chino, 1938.

Tras el ingreso de su país en la Sociedad de Naciones, lo representó en ese organismo entre 1934 y 1938.

## El fracaso de la seguridad colectiva y el relevo de Litvínov

### Los acuerdos de Múnich
Tras los acuerdos de Múnich entre  Italia, Alemania, Francia y Gran Bretaña en septiembre de 1938, a los que la Unión Soviética no fue invitada al igual que Checoslovaquia, y la falta de reacción de las potencias democráticas ante la infracción del mismo con la ocupación alemana de Bohemia y Moravia en marzo de 1939 hicieron que la Unión Soviética entendiese que Gran Bretaña y Francia no estaban dispuestas a colaborar con el estado soviético en el mantenimiento colectivo de la paz y la seguridad en Europa. Se impuso un cambio de política exterior, para la que Litvínov era un impedimento por su actitud ante Alemania durante gran parte de la década. 
Los acuerdos supusieron una gran derrota para la política desarrollada por Litvínov a lo largo de la década y el NKVD arrasó el Comisariado del Pueblo de Asuntos Exteriores: en enero de 1939 nueve capitales relevantes se encontraban sin embajador y muchos puestos menores se hallaban sin cubrir; apenas un puñado de diplomáticos no pertenecían a los nuevos cuadros estalinistas y las sospechas sobre el personal dificultaban las tareas del ministerio. Litvínov, evitando la crítica directa a Stalin, sopesó la dimisión, que finalmente no presentó. Los acuerdos habían sido, sin embargo, sólo la culminación de una serie de reveses que, desde 1936, habían ido minando los sistemas de seguridad colectiva y que, tras los acuerdos, habían dejado a la Unión Soviética en una situación de aislamiento internacional que desde Moscú se tenía por peligrosa para el país. La defensa de esos sistemas. que Litvínov había defendido logrando gran simpatía internacional por la Unión Soviética, se habían convertido en entes sin poder político, que no satisfacían a Stalin. En el XVIII congreso del Partido a comienzos de marzo de 1939 declaró que, ante la postura de las potencias occidentales, la Unión Soviética no iniciaría nuevas acciones en defensa de la seguridad colectiva, quedando a la espera de las acciones de los demás países.

### Últimas negociaciones con Occidente

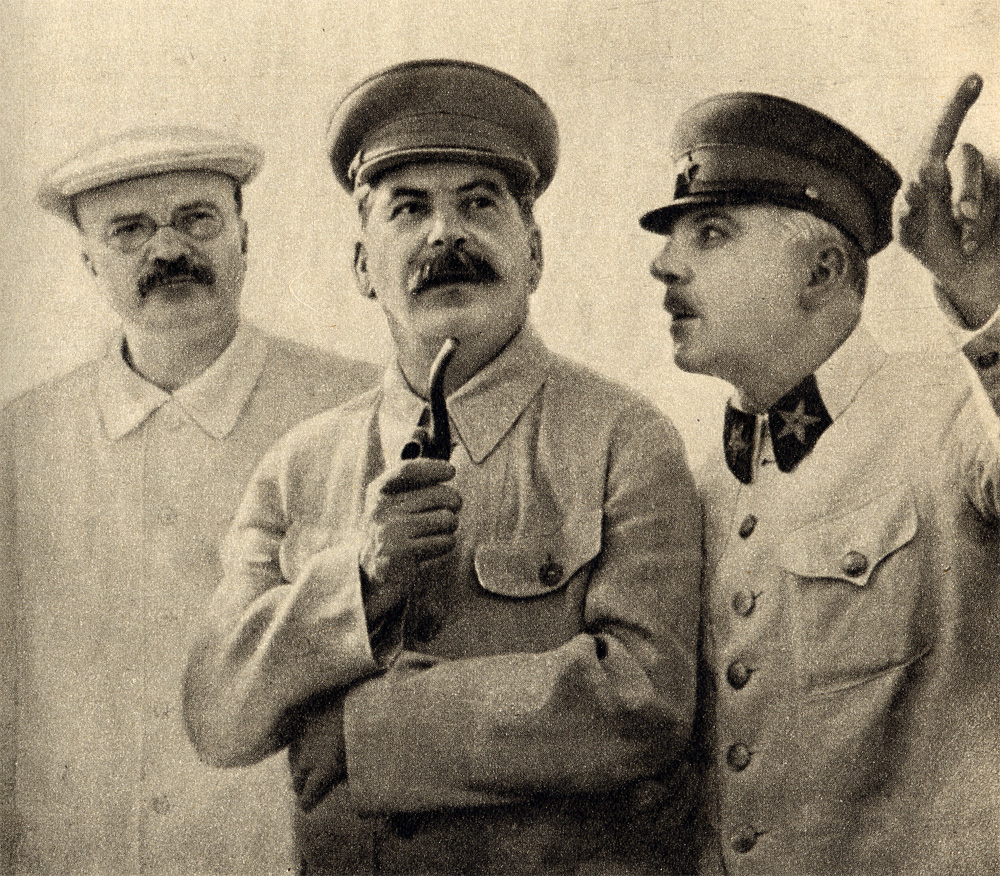
Mólotov, Stalin y Voroshílov, parte de los miembros del Politburó que relevaron de hecho a Litvínov al frente de la política exterior soviética en abril de 1939.

Tras Múnich Stalin dio una última oportunidad a Litvínov para enderezar la situación, que consideraba desfavorable para la Unión Soviética. Se desarrollaron una serie de negociaciones entre Gran Bretaña, Francia y la Unión Soviética, en las que participaron también Polonia y Rumanía, con el objetivo de decidir las acciones pertinentes ante una probable agresión alemana en el Este europeo. Se sucedieron las propuestas y contrapropuestas, que fracasaron ante la desconfianza soviética, la negativa de Polonia a suscribir cualquier acuerdo con los soviéticos, la preferencia británica por Polonia y la negativa de Moscú a llegar acuerdos bilaterales sin una estructura que abarcase a todos los implicados. Hacia mediados de abril las negociaciones se hallaban estancadas.
Mientras Gran Bretaña y Francia preferían, ante la postura intransigente del gobierno polaco y, en menor medida, del rumano, la declaración de garantías unilaterales de las tres potencias a los dos países y Litvínov acabó viendo en esa propuesta una base para continuar negociando, Stalin, secundado por Viacheslav Mólotov, Kliment Voroshílov y Lázar Kaganóvich, reprobaron al comisario de Asuntos Exteriores y redactaron la última propuesta soviética a los británicos y franceses, con condiciones mucho más exigentes que las sugeridas por Litvínov. A partir de entonces (18 de abril de 1939), las riendas de la política exterior pasó cada vez más a manos de los miembros del Politburó. La propuesta estalinista incluía la firma de una alianza formal entre las tres potencias con una duración de cinco a diez años y la promulgación de garantías a todos los países europeos con frontera con la Unión Soviética, incluyendo las repúblicas bálticas y Finlandia, incluso a los países que no las deseasen ni solicitasen.
La posición de Litvínov al frente del Comisariado del Pueblo de Asuntos Exteriores dependía de la respuesta occidental y esta fue finalmente rechazada, de plano por los británicos e indirectamente por los franceses, que excluyeron a los países norteños en su respuesta.

### El relevo
El 3 de mayo de 1939 Stalin sustituyó a Litvínov por Viacheslav Mólotov al frente del Comisariado de Asuntos Exteriores. La negativa francobritańica a ofrecer a la Unión Soviética un puesto de igualdad en sus planes para frenar el futuro ataque alemán y su negativa a extender sus garantías a los países bálticos, aceptadas en principio por Litvínov pero rechazadas por Stalin, obligaron a la dimisión de aquel, frente al Politburó en la tarde del día 3.
Esa noche tropas del NKVD rodearon las oficinas del ministerio. Se cortó la línea de la dacha de Litvínov y, a la mañana siguiente, Mólotov, Gueorgui Malenkov, y Lavrenti Beria llegaron al ministerio para anunciar a  Litvínov su relevo. Una vez consumado el cambio muchos de sus antiguos ayudantes fueron arrestados y torturados, con la intención de arrancarles información que comprometise a Litvínov.

### La alternativa alemana
Tras la marcha de Litvínov las posibilidades de acción de Stalin aumentaron, acelerándose la alternativa al acuerdo con Francia y Gran Bretaña: el acercamiento a Alemania.
Los medios de comunicación alemanes, hostiles al comisario, lo habían atacado por su origen judío, refiriéndose a él como "Finkelstein-Litvínov." La destitución de  Litvínov, que era visto como judío por la Alemania Nazi, supuso la eliminación de un obstáculo al avance de las negociaciones entre los dos países.
En la introducción de un artículo de 1992, sin embargo, Geoffrey Roberts afirma:

Quizá lo único que se pueda conservar de la interpretación ortodoxa de la destitución de Litvínov sea la idea de que, de alguna manera, el nombramiento de Mólotov fue la manera de Stalin de prepararse para un posible acuerdo con Hitler. Dado el origen judío de Litvínov y su antinazismo, no es una suposición descabellada. Pero es una hipótesis sin pruebas que la respalden. Veremos de hecho que, las pruebas con las que contamos indican que la decisión de Stalin se debió en realidad a un conjunto distinto de cálculos y circunstancias.
Geoffrey Roberts

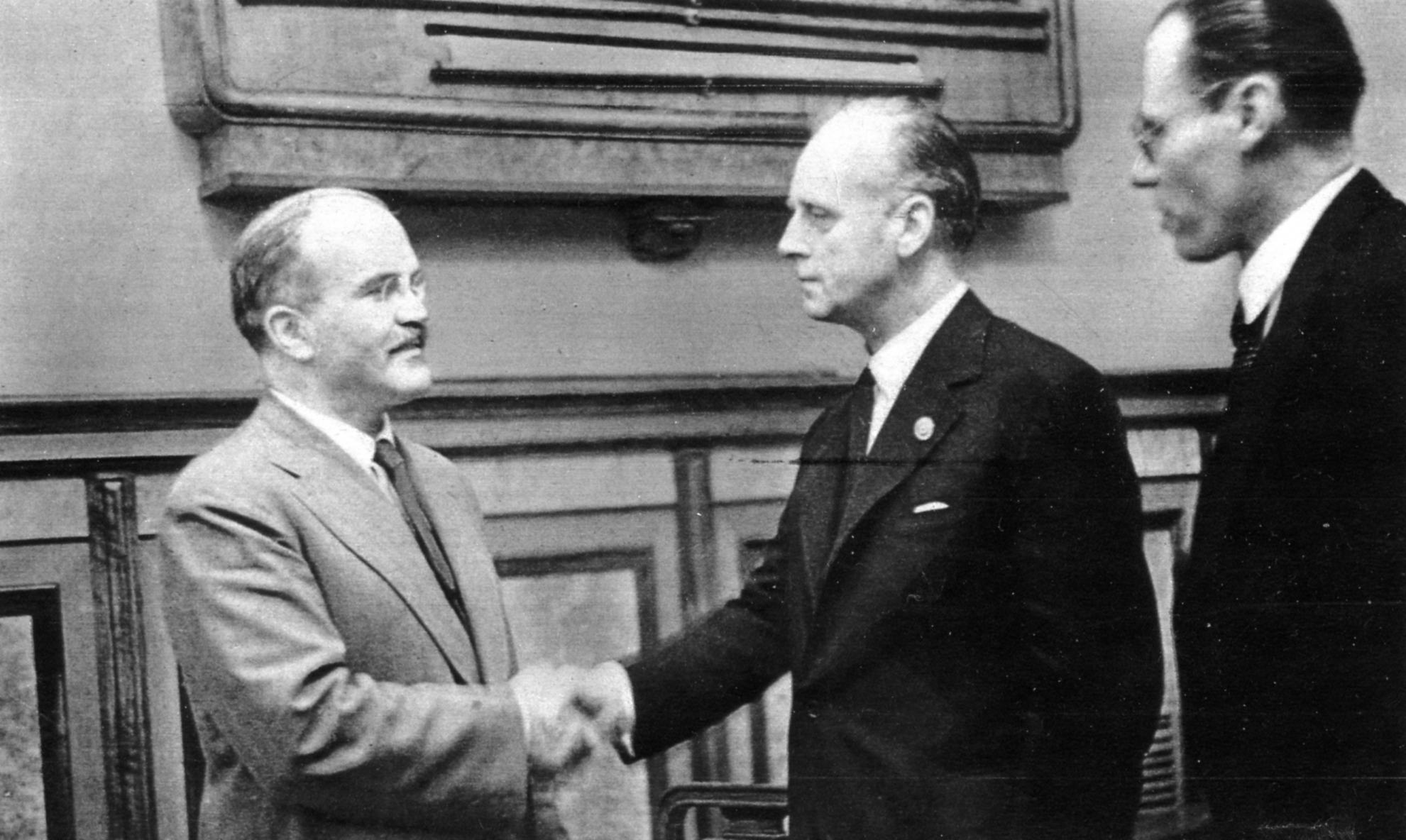
Mólotov (izquierda), estrechando la mano del ministro de Asuntos Exteriores alemán Ribbentrop tras la firma del acuerdo entre los dos países, tras la marcha de Litvínov.

Stalin ordenó a Mólotov la inmediata «purga de judíos del ministerio». Recordando más tarde la orden de Stalin, Mólotov comentó: «¡Gracias a dios por esas palabras! Los judíos eran la mayoría absoluta de la dirección y entre los embajadores. No era algo bueno».
Dados los intentos  de Litvínov para forjar una coalición antifascista, su defensa de la doctrina de seguridad colectiva, su cercanía a Francia y Gran Bretaña y su postura relativamente favorable a las potencias occidentales, su relevo parecía indicar la disposición del gobierno soviético a realizar un acercamiento a Alemania.
Según Paul Flewers, el discurso de Stalin discurso de Stalin en el XVIII congreso del partido el 10 de marzo de 1939 descartaba cualquier ambición alemana respecto a la Unión Soviética. Stalin declaró: «[hay que] ser cauto y no permitir que nuestro país sea arrastrado a conflictos por los belicosos que están acostumbrados a que otros les saquen las castañas del fuego». Era un aviso a las potencias occidentales para que diesen por descontado el apoyo soviético. Flewers indica que “Stalin estaba insinuando públicamente y de manera poco sutil que no se podía descartar algún tipo de acuerdo entre la Unión Sovética y Alemania.” Del mismo modo, el nombramiento de Mólotov era una señal a Alemania de que la Unión Soviética estaba dispuesta a estudiar sus propuestas. La señal también se dirigía a Francia y al Reino Unido. Un funcionario británico declaró que la desaparición de Litvínov de la política internacional suponía la pérdida de un admirable técnico y una influencia moderadora, mientras que el estilo de Mólotov era «más soviético que diplomático o cosmopolita».
Sobre la firma del Pacto Ribbentrop-Mólotov tres meses más tarde, Hitler comentó a sus comandantes: «La sustitución de Litvínov fue decisiva». Un funcionario alemán le contó al embajador soviético que Hitler estaba satisfecho porque el sustituto de Litvínov, Mólotov, no fuese judío. Hitler asimismo escribió a Mussolini indicando que la destitución indicaba la disposición del Kremlin a cambiar sus relaciones con Berlín, que habían llevado a la firma del «pacto de no agresión más amplio que existe». Cuando se le preguntó a Litvínov por las razones de su relevo, declaró: «¿Cree realmente que yo era la persona adecuada para firmar un tratado con Hitler?»

## Últimos cargos
Al igual que Churchill, Litvínov recelaba del acuerdo de Múnich.  Tras la invasión alemana de la Unión Soviética el 22 de junio de 1941 Litvínov expresó, en un comunicado radiado para Gran Bretaña y Estados Unidos:

Siempre fuimos conscientes del peligro que supondría para nosotros la victoria de Hitler en Occidente

que se consideró una crítica velada a la política de acercamiento a Alemania tras Múnich.
Durante la participación soviética en la guerra Stalin nombró a Litvínov vicecomisario de asuntos exteriores y sirvió como embajador en Estados Unidos entre 1941 y 1943, contribuyendo significativamente a lograr el acuerdo de la Ley de Préstamo y Arriendo que permitió a la Unión Soviética recibir ayuda norteamericana durante el conflicto.
En febrero de 1941 dejó de pertenecer al Comité Central del Partido Comunista de la Unión Soviética.
Tras su muerte su viuda regresó a Gran Bretaña, como le había sugerido Litvínov con sus últimas palabras: "Inglesa, vuelve a casa".
Su nieto Pável Litvínov, físico y escritor ruso, fue un disidente durante el periodo soviético.

## Legado
Quizá su logro principal fue el de acabar con el aislamiento internacional en el que se hallaba la Unión Soviética a su llegada al Comisariado del Pueblo.
Contrario a la postura de Stalin durante la guerra mundial y en la posguerra, defendió, sin embargo, la rápida industrialización y la colectivización forzada que causaron las grandes hambrunas a comienzos de los años 30, como muestra la entrevista que le hizo el periodista Gareth Jones. Su etapa como ministro coincidió también con uno de los momentos de mayor represión interna en el país, conocido como Gran Purga.